# Summer World University Games 2025/Teilnehmer (Oman)
| Gelbes Symbol für Goldmedaillen mit stilisierten Olympischen Ringen | Graues Symbol für Silbermedaillen mit stilisierten Olympischen Ringen | Braundes Symbol für Bronzemedaillen mit stilisierten Olympischen Ringen |
| ------------------------------------------------------------------- | --------------------------------------------------------------------- | ----------------------------------------------------------------------- |
| —                                                                   | —                                                                     | —                                                                       |

Der Oman nahm an den Summer World University Games 2025 vom 16. bis zum 27. Juli mit 19 Athleten (17 Männer und 2 Frauen) teil.

## Teilnehmer nach Sportarten

### Beachvolleyball
Männer
- Yousef al-Abri / Al Yaqadhan Ali Saleh Al Saadi

### Leichtathletik
| Männer - Mohammed al-Suleimani - Khalid al-Maashari - Hamzah al-Jabri - Yousuf al-Malki - Ayham al-Hosni | Frauen - Ala’a al-Zadjali - Reem al-Amri |

### Schwimmen
Männer
- Nasser al-Kindi
- Moosa Aulad Thani
- Abdullah al-Jabri
- Eyad al-Siyabi

### Taekwondo
Männer
- Nibras al-Tooqi
- Abdul al-Jabri
- Ammar al-Habsi
- Mohammed al-Habsi

### Tennis
Männer
- Moath al-Shahi
- Bader al-Jassasi